# 横浜銀行

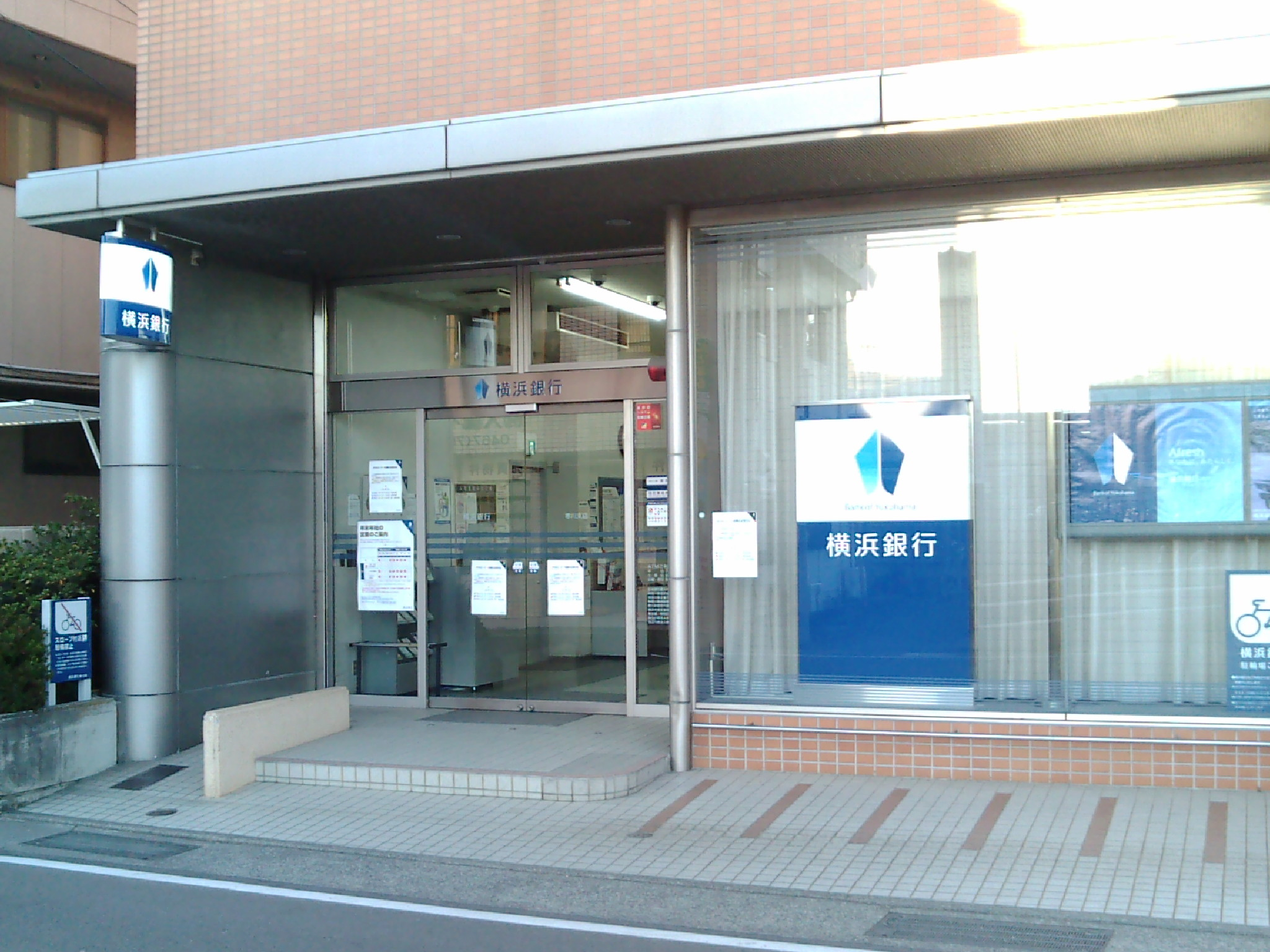
CI更新店舗の一例（寒川支店）

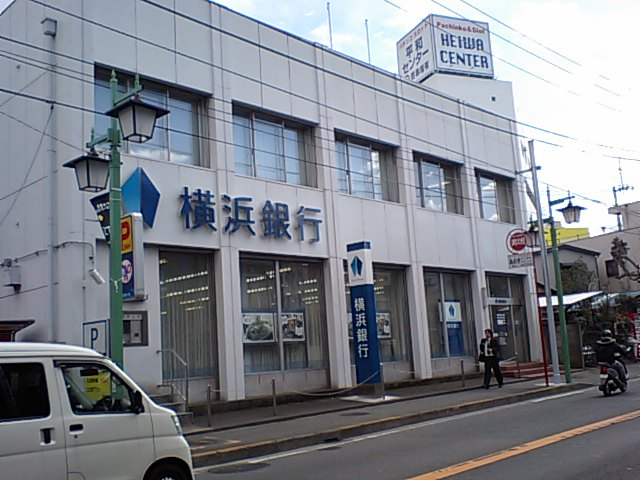
店舗の一例（菊名支店）

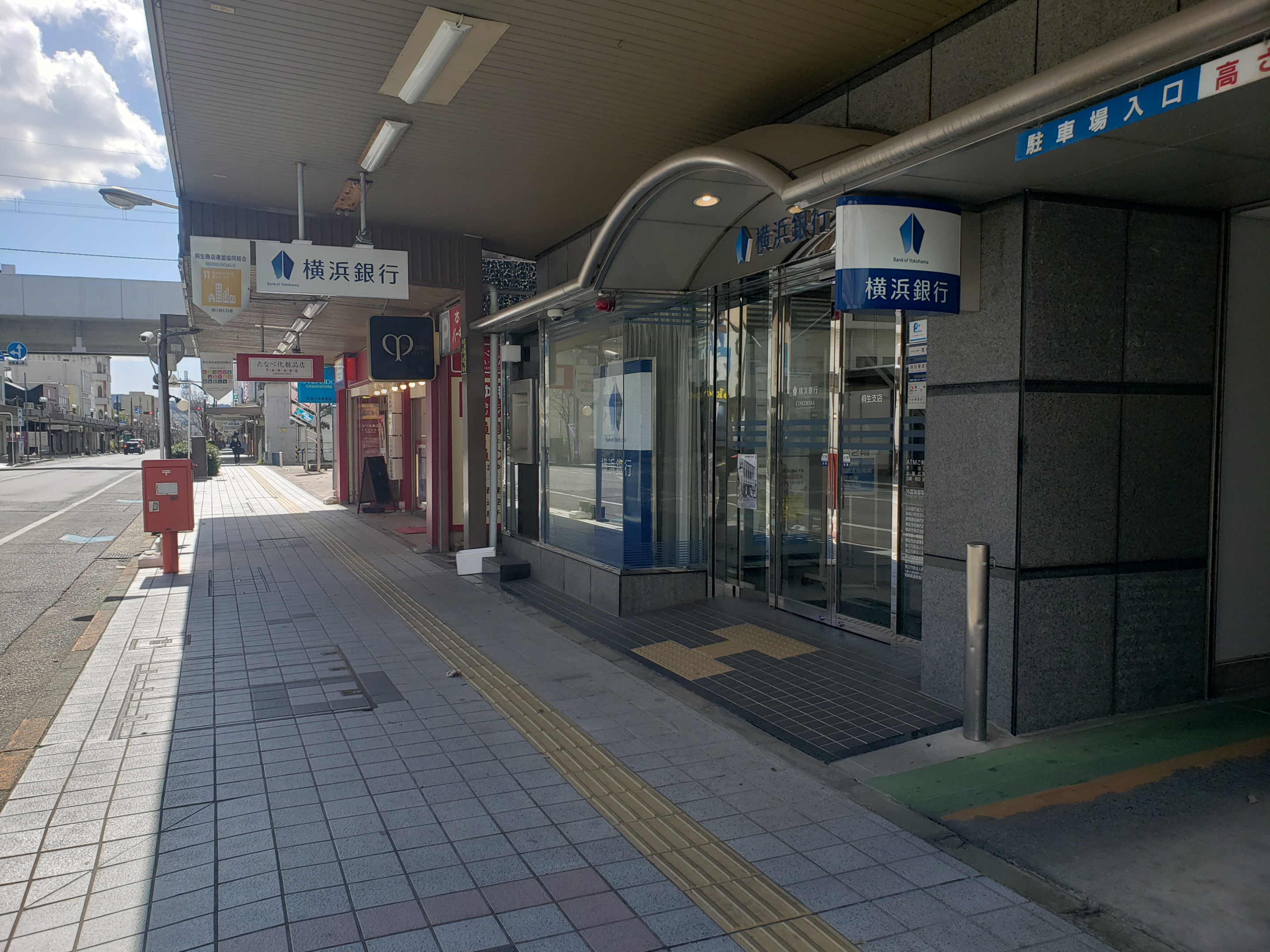
生糸貿易の名残で群馬県にも支店を持つ（桐生支店）

株式会社横浜銀行（よこはまぎんこう、英: The Bank of Yokohama, Ltd.）は、神奈川県横浜市西区みなとみらいに本店を置く、コンコルディア・フィナンシャルグループ傘下の地方銀行である。略称は、浜銀(はまぎん)。

## 概要
神奈川県及び東京都町田市を主な営業エリアとする、日本最大の地方銀行である。長らく総資産額で地方銀行の首位の座にある。
神奈川県および同県内の横浜市、川崎市、相模原市、横須賀市をはじめ多くの市町村の指定金融機関である。また県西部の市町村においてはスルガ銀行や当地を地盤とする信用金庫との輪番制で受託している。
横浜市内や川崎市内に店舗が非常に多く、東京都では23区内や町田市など神奈川県に隣接する地域でも店舗数は比較的多い。また町田市においてはきらぼし銀行と輪番で指定金融機関を受託している。愛知県名古屋市、大阪府大阪市、さらに明治期の生糸貿易の名残で群馬県に支店を持つ。かつては千葉市の京成千葉駅前に千葉支店が開設されていたが、閉店・撤退している。
景気の回復感から2005年（平成17年）より、今まで出張所であった拠点を支店に昇格させ、バブル期以来出店の無かった東京都内にも新規出店するなど営業面で攻勢に転じ始めた。更に近年では従業員数が4〜5名程度の個人取引専用支店（ミニ店舗）を徐々にだが展開している。また、今まで契約社員（パートタイマースタッフ）扱の職員を正行員とし、待遇面で改善がみられる。
2014年（平成26年）11月、第二地方銀行の東日本銀行と金融持株会社方式での経営統合を目指すことで合意した。経営統合後の総資産は、ふくおかフィナンシャルグループ（福岡銀行・十八親和銀行・熊本銀行を傘下に置く）を上回り、地銀グループとしては国内最大となる。また統合に先駆け、2015年（平成27年）3月に浜銀総研など主要関連会社4社のグループ内持株比率を100%に引き上げ、グループ経営の一体性や機動性を高めた。そして2016年（平成28年）4月に東日本銀行と共に株式移転を行い、コンコルディア・フィナンシャルグループを設立した。
1993年（平成5年）に完成した、みなとみらい地区にある本店ビルは高さ約150mで、銀行の本店ビルとしては日本一の高さである。旧本店別館（第一銀行横浜支店）は、横浜市歴史的建造物の認定を受け、曳家工法によってバルコニー部分が移設され、横浜アイランドタワーの低層部となった。
同行は、財務省国税局などの国庫金の（日本銀行）代理店業務を神奈川県内の13支店で行っている。本店営業部は日本銀行横浜中代理店として指定されている。
2023年（令和5年）1月26日、同じ神奈川県内を地盤とする神奈川銀行に対して株式公開買付け（TOB）を実施し、同行を完全子会社化する方針を固めたと報道され、同年2月6日から約2か月間、TOBを実施することを同月3日に発表。同年4月13日にTOBが成立し、84.63%の株式を集めた。残りの株式についてもスクイーズアウト（強制買い取り）を行った結果、同年6月29日に横浜銀行による神奈川銀行の完全子会社化が実現し、神奈川県は関東地方で唯一の一県一グループ体制に移行することになった。

## 歴史

### 成り立ち
全国地銀の多くが有力両替商や旧国立銀行を母体としているのに対し、横浜銀行の前身である横浜興信（こうしん）銀行は第一次世界大戦後の反動恐慌下で経営破綻した七十四銀行と横浜貯蓄銀行の業務を引き継ぐ目的で設立された。このため通常の銀行業務に加えて、破綻した両行の不良債権や不良資産の回収や整理など現在の整理回収機構に近いサービサー業務を主業とする銀行として発足した。
その後、1928年（昭和3年）には、第二銀行（1874年（明治7年）に横浜為替会社を母体に設立された旧・横浜第二国立銀行の後継行）が合流。横浜興信銀行が存続行となり、また第二銀行の横浜市本金庫業務（現在の指定金融機関）の承継に伴う地元・横浜市との結びつきも強化された。さらに神奈川県農工銀行 から神奈川県本金庫業務が移管された。
こうした経緯もあり、第二次世界大戦下の「一県一行運動」の際には政府から神奈川県下の統合主体に選ばれ、日本実業銀行・大磯銀行・松田銀行 を除く県下各行を統合し、名実共に神奈川県を代表する地方銀行に成長した。この際、川崎財閥系の明和銀行（本店・小田原市）や鎌倉銀行（本店・鎌倉市）等を統合したため、同じ川崎財閥系の第百銀行を合併した三菱銀行との関係が生じ、現在も三菱UFJ銀行とは親密な関係にある。
なお1944年（昭和19年）、横浜市に本店を置く都南貯蓄銀行を合併したが、同行は合併直前まで他の大都市に本店を置く貯蓄銀行の集合体である日本貯蓄銀行 の統合に参加する予定となっていた。同行の合併で神奈川県随一の銀行となる。
戦後の復興期に業容が拡大し、1969年（昭和44年）に埼玉銀行が都市銀行に転換したことにより、横浜銀行が日本最大の地方銀行となった。

### 沿革
※ 横浜銀行の歴史｜横浜銀行（外部サイト）
- 1920年（大正9年）12月16日 - 横浜興信銀行として設立（七十四銀行と横浜貯蓄銀行の破綻整理のため）。
- 1927年（昭和2年） - 左右田銀行を合併。
- 1928年（昭和3年） - 第二銀行を合併。
- 1932年（昭和7年） ｰ 関東興信銀行を合併。
- 1941年（昭和16年） - 鎌倉銀行、秦野銀行、足柄農商銀行、相模銀行、平塚江陽銀行、明和銀行を合併。
- 1945年（昭和20年） - 都南貯蓄銀行が横浜興信銀行に営業譲渡。特殊銀行である横浜正金銀行を除くと、横浜興信銀行が神奈川県内唯一の銀行となる。
- 1957年（昭和32年） - 横浜銀行に行名を改称。
- 1993年（平成5年）9月6日 - 横浜みなとみらい21地区に完成した横浜銀行本店ビルで営業を開始。
- 2000年（平成12年）11月1日 - システムの開発・保守・運用を、NTTデータに全面委託。NTTデータは100%出資の子会社NTTデータフォースを設立し、横浜銀行のシステム子会社・浜銀システムサービスの社員を転籍させた[16]。浜銀システムサービスは残務整理をした上で2002年度に解散した。
- 2003年（平成15年）6月20日 - 法令順守体制に不備があったとして、金融庁から内部管理体制の見直しなどを求める業務改善命令の発動を受ける[17][18]。
- 2006年（平成18年）7月18日 - ほくほくフィナンシャルグループ傘下の北陸銀行・北海道銀行とATM（現金自動支払機）相互無料開放を開始。
- 2007年（平成19年）
  - 7月 - 住商リースからの株式取得により浜銀ファイナンスを子会社化。
  - 10月10日 - CI、スローガンを新しく制定。
  - 10月29日 - 東京都民銀行（現:きらぼし銀行）および千葉銀行とのATM業務提携。現金自動支払機手数料無料及び3行相互間によるATM扱の振込手数料の優遇化を開始。
- 2008年（平成20年）
  - 1月29日頃 - 富士通FACT-V model10と20に指静脈認証装置の設置開始。各支店に最低1台設置している。
  - 2月18日 - 現金自動入出金機で生体指認証取扱スタート。店舗外キャッシュサービスコーナーの現金自動入出金機での生体指認証取扱は現在はほぼ全て対応[注 6]。
  - 4月1日頃 - 店舗外ATM（現金自動入出金機）富士通FACT-V model 10 と 20 に指静脈認証装置の設置開始。現在はほぼ全ての拠点で生体認証対応が可能となった[注 7]。
  - 6月30日 - 地域金融機関としては初の預金残高が10兆円を超える[19]。
  - 8月4日 - 常陽銀行、関東つくば銀行（現:筑波銀行）、武蔵野銀行、千葉銀行、東京都民銀行とのATM業務提携、現金自動支払機利用手数料無料及び先方の関東エリア地銀3行（神奈川銀行を除く）を加えた計6行相互間によるATMでのカード扱振込手数料の優遇化を開始。
  - 11月 - 浜銀TT証券の開業に伴い、第三者割当を引き受け、同社を子会社化。
- 2009年（平成21年）
  - 2月24日 - 同行の行員約1,100人分の残業代を、2008年（平成20年）7月から10月の3ヶ月間に亘り、支払っていなかったことが発覚[20]。
  - 3月 - 地銀49行からの株式を取得しバンクカードサービスを子会社化。
- 2010年（平成22年）1月4日 - 勘定系システムをMEJARへ移行。
- 2014年（平成26年）
  - 2月5日 - 浜銀の預金者情報を不正に入手し、キャッシュカードを偽造したとしてシステムの保守管理を委託されている富士通フロンテックの元社員が逮捕される[21][22]。
  - 8月27日 - 三井住友信託銀行と資産運用および個人向け投資商品販売業務における業務提携に関し、基本合意書を締結[23][24][25]。
  - 11月14日 - 東日本銀行と経営統合に関する基本合意を決定。
- 2015年（平成27年）
  - 3月2日 - 東日本銀行と群馬銀行との間でATM相互解放実施。
  - 4月16日 - 三井住友信託銀行と共同で設立した資産運用会社である「スカイオーシャン・アセットマネジメント」が業務を開始[26]。
  - 4月20日 - 日本橋の再開発ビル「東京日本橋タワー」に東京支店が移転、コンコルディア・フィナンシャルグループも同フロアに設置[27][28]。
  - 12月21日 - 命名権を取得した神奈川スケートリンクが横浜銀行アイスアリーナとしてオープン。
- 2016年（平成28年）
  - 3月29日 - 東京証券取引所での株式上場廃止[8][9]。
  - 4月1日 - 東日本銀行と経営統合し、コンコルディア・フィナンシャルグループを設立。東京証券取引所上場[8]。
- 2019年（令和元年）
  - 7月10日 - 千葉銀行との業務提携を発表[29]。
- 2021年（令和3年）
  - 11月4日 - 神奈川県内の観光活性化のためコーエン（ユナイテッドアローズ子会社）と連携協定締結[30]。
- 2023年（令和5年）
  - 4月27日 - 株式公開買付け（TOB）により、神奈川銀行を連結子会社化した[14][31]。
  - 6月29日 - スクイーズアウト（強制買い取り）実施に伴い、神奈川銀行を完全子会社化[15]。

## 歴代頭取
| 代 | 氏名     | 期間                                              | 備考 |
| -- | -------- | ------------------------------------------------- | --- |
| 1  | 原富太郎 | 1920年（大正9年）12月16日 - 1935年（昭和10年）7月 | 東京専門学校（現・早稲田大学）政経科卒 三渓と号し、三渓園を造ったことで知られる                         |
| 2  | 井坂孝   | 1935年（昭和10年）7月 - 1941年（昭和16年）12月    | 1869年生 1949年（昭和24年）没 東京帝国大学法学部卒 元東京瓦斯社長 元枢密顧問官 茨城県水戸市出身         |
| 3  | 高安礼三 | 1941年（昭和16年）12月 - 1944年（昭和19年）7月    | |
| 4  | 柳澤鑛一 | 1944年（昭和19年）8月 - 1949年（昭和24年）12月    | |
| 5  | 吉村成一 | 1949年（昭和24年）12月 - 1962年（昭和37年）8月    | 1904年（明治37年）生 1962年（昭和37年）没 東京帝国大学法学部卒 元大蔵省銀行局保険課長 東京府出身        |
| 6  | 伊原隆   | 1962年（昭和37年）11月 - 1975年（昭和50年）12月   | 1908年（明治41年）生 1976年（昭和51年）没 東京帝国大学法学部卒 元大蔵省理財局長 元駐英公使 神奈川県出身 |
| 7  | 吉國二郎 | 1975年（昭和50年）12月 - 1986年（昭和61年）6月    | 1919年（大正8年）生 1997年（平成9年）没 東京帝国大学法学部卒 元大蔵事務次官 神奈川県出身                |
| 8  | 大倉真隆 | 1986年（昭和61年）6月 - 1990年（平成2年）1月      | 1925年（大正14年）生 1990年（平成2年）没 東京帝国大学法学部卒 元大蔵事務次官 岡山県出身                 |
| 9  | 吉國二郎 | 1990年（平成2年）1月 - 1990年（平成2年）6月       | 再登板 会長兼任                                                                                         |
| 10 | 田中敬   | 1990年（平成2年）6月 - 1994年（平成6年）6月       | 1927年（昭和2年）生 東京大学法学部卒 元大蔵事務次官 広島県出身                                          |
| 11 | 平澤貞昭 | 1994年（平成6年）6月 - 2005年（平成17年）6月      | 1932年（昭和7年）生 元大蔵事務次官                                                                      |
| 12 | 小川是   | 2005年（平成17年）6月 - 2011年（平成23年）6月     | 1940年（昭和15年）生 東京大学法学部卒 元大蔵事務次官 東京都出身                                         |
| 13 | 寺澤辰麿 | 2011年（平成23年）6月 - 2016年（平成28年）6月     | 1947年（昭和22年）生 東京大学法学部卒 元国税庁長官 島根県出身                                           |
| 14 | 川村健一 | 2016年（平成28年）6月 - 2018年（平成30年）6月     | 1959年（昭和24年）生 横浜国立大学経済学部卒 初の生え抜き頭取 神奈川県出身                               |
| 15 | 大矢恭好 | 2018年（平成30年）6月 - 2022年（令和4年）3月      | 1962年（昭和37年）生 一橋大学商学部卒 神奈川県出身                                                      |
| 16 | 片岡達也 | 2022年（令和4年）4月 -                            | 1967年（昭和42年）生 東京理科大学理学部卒 横浜市出身                                                    |

## 主要融資系列
- 横浜丸魚
- 相鉄ホールディングス
- 神奈川新聞社
- テレビ神奈川
- 横浜エフエム放送（FMヨコハマ）
- ヨロズ
- 京浜急行電鉄
- 中部飼料
- 協同飼料
- 日新
- 馬渕建設
- 小田原エンジニアリング
- 富士フイルムHD[注 8]
- 小田急電鉄
- アゼル
- ミツバ
- さいか屋
- 東洋電機製造
- 学校法人神奈川大学
- 池上通信機

## 情報処理システム
横浜銀における総合オンラインシステムは、日本電信電話公社の直営方式で実施した上で、電子計算機、端末並びに通信回線の提供を同公社から受け、全科目を一つのシステムに乗せ、全営業店を対象に行うという方途の下、1971年（昭和46年）12月、第一次試行店4店で稼働が開始。1973年（昭和48年）1月には、全営業店での転換が完了した。またその後の業容の拡大に合わせ、1979年（昭和54年）1月には、第二次総合オンラインシステムへの移行が完了している。
1984年（昭和59年）4月には、第三次オンラインシステム移行の拠点として新横浜に新事務センターが竣工し、1989年（昭和64年）1月、NTTデータ通信との共同開発と富士通の支援の下に開発されてきた新勘定系システムが稼働。ここに、勘定系、情報系、対外系、国際系、営業店の5系統から構成される第三次総合オンラインシステムが運用を開始している。
2010年（平成22年）1月4日には、ITの戦略的、効率的な活用を目的に、ほくほくフィナンシャルグループ傘下である北陸銀行、北海道銀行、NTTデータと共に構築に当たってきた「NTTデータ 共同利用システム」(MEJAR)に移行している。

## ATM関連
個人ならびに法人カードでは北海道銀行、北陸銀行、常陽銀行、筑波銀行、武蔵野銀行、千葉銀行、きらぼし銀行、千葉興業銀行、山梨中央銀行、群馬銀行、東邦銀行そして同グループの東日本銀行の12行、さらに個人カードでは神奈川銀行とATM相互無料開放を行っている。
上記のうち、東日本銀行・神奈川銀行・きらぼし銀行は入金（預け入れ）可能で、時間内無料である。

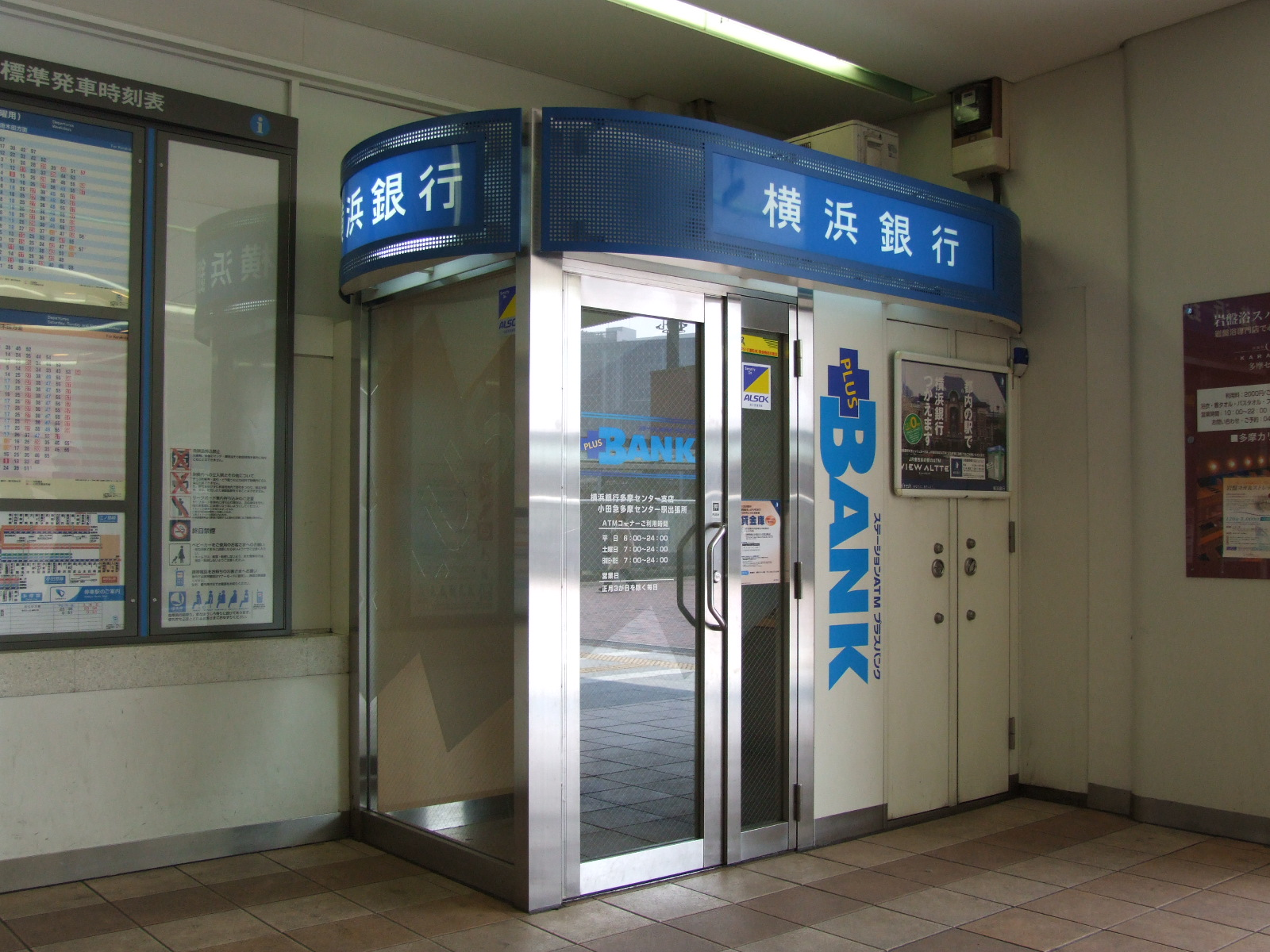
小田急線の各駅に設置されている「ステーションATM プラスバンク」
多摩センター支店 小田急多摩センター駅出張所

また全国の鉄道会社に先駆け小田急の鉄道駅70駅全てにステーションATM PLUS BANK、相模鉄道（相鉄）、最近では京浜急行電鉄（京急）の主要駅にもATMを設置し、全国のコンビニATM（セブン銀行ATM、イーネット、ローソンATM）でも利用可能である（コンビニATMでは入出金ともに要手数料）。さらに、全国のイオングループに設置のイオン銀行ATMでも出金可能となったが、所定の手数料がかかる（逆にイオン銀行のキャッシュカードで、はまぎんのATM・CDを利用した場合も所定の手数料がかかる）。
2007年（平成19年）5月7日より、千葉銀行と共同でJR東日本の VIEW ALTTE との提携を開始した。
かつて、旧あさひ銀行とATM相互無料開放などの提携を組んでいたが、同行が大和銀行と統合してりそなグループが発足するのと同時に提携は解消されている。

### 補遺
メジャーシステムへ変更により、入出金伝票類の改定・キャッシュサービスコーナーでの通帳を使用した入出金、通帳記入（繰越）の取扱時間が拡大（朝は（午前6時から稼動開始）拡大したが、夜間帯の取扱を縮小（最長で夜11時30分まで））となっている。更にキャッシュサービスコーナーの営業時間が約100ヶ店（一部の小田急や相鉄、京急駅構内にある店舗外キャッシュサービスコーナーを含む）のキャッシュサービスコーナーの営業時間を延長した。
支店内キャッシュサービスコーナー24時間営業を、2010年（平成22年）7月6日より神奈川県内13ヶ店と東京都内（町田支店）の1ヶ店の合計14ヶ店でスタートした。同コーナー24時間営業を14ヶ店で行っていたが、2011年3月11日に発生した東日本大震災に伴い、電力消費を抑えるため、24時間営業のキャッシュサービスコーナーを1ヶ店に限定している。現在24時間稼動店は横浜駅西口にある横浜駅前支店のみ。その他13ヶ店は全て午前0時までの営業に短縮し現在に至る。
2011年（平成23年）10月3日より、みずほ銀行、三井住友銀行、りそな銀行、ゆうちょ銀行で取り扱っていたペイジー（料金払込サービス）サービスを<はまぎん>の全てのキャッシュサービスコーナーのATM（現金自動入出金機）でも取扱できる事になった。但し現金扱は有人店舗（支店・出張所）に限定され、取扱時間も平日の午前8時45分から午後6時までとなっている。
また、収納取扱可能先も2大メガバンク（りそな銀行は一応、信託銀行として位置付けられているが、オンラインキャッシュサービス上は都市銀行扱）では取扱可能な収納先でも、横浜銀行では契約上の都合によってか、取扱ができないものがある。キャッシュサービス（バンクカード）カード扱でのペイジー収納サービスの取扱可能時間については、午後11時30分までになっている。払込手数料は原則無料だが、払込する先により手数料が別途必要となる。

## インストアブランチ
同行におけるインストアブランチ（ショッピングセンターや百貨店の中に店舗）は最大3箇所程開設されていたが、全て閉鎖となった。

## カード事業
同行はかつて、ジェーシービー（JCB）のフランチャイズとして子会社である「はまぎんジェーシービー」（1996年（平成8年）4月設立）も運営していたが、カード事業をバンクカードへ集中させる方針に転換したため、2002年（平成14年）3月末に解散、JCB本体に営業譲渡した。
ビュースイカ機能付バンクカード、旧型カードローンカード（カードローンカード、マイタウンカードローンカード、マイプランカードローンカード、大型カードローンカード）（新型カードローン：クイッキー）でのビューアルッテでのサービスが2010年（平成22年）1月31日で終了した。この取扱は、2010年（平成22年）2月1日をもってJR東日本が新たに設立したカード会社「株式会社ビューカード」へ移管されると共に、新会社では銀行法等の規定により、ビューカード社はJR東日本とは事業業務等が異なり、銀行系のカードローン等による委託業務ができないことによる。但し、通常の預金引出サービス（定期預金担保の総合口座自動貸越サービスを利用している取引を除く）は平成22年5月6日より再開された。

## キャラクター
- イメージキャラクターは1993年（平成5年）4月から水野真紀を起用[19]。店頭ポスター等に出演してきたが、2009年（平成21年）4月から<はまぎん>キッズフォトコンテストに入選した作品を3ヶ月カレンダーに採用している。
- 2012年（平成23年）10月1日より、「こども」をテーマとした写真とペンギンの粘土細工キャラクターが登場した（はまペン）。
- 長らく『トムとジェリー』をキャッシュカードのデザインとして採用していた。

## その他
- 同じ神奈川県を本拠とする横浜DeNAベイスターズが負け越した際、上位の他球団から見れば「貯金」[注 14] 相手になることとなるため、横浜銀行と揶揄されることがある。横浜銀行は横浜スタジアムの外野フェンスに長年、広告を掲示している。球団自体と直接的な関係はなかったが、2014年8月に初めて球団のイベントに協賛することとなった[36]。
- 他の金融機関ではキャッシュサービスカードの事を、キャッシュカードと呼称しており、<はまぎん>ではキャッシュサービスカードと呼称している。また、キャッシュコーナーの事をキャッシュサービスコーナー、暗証番号の事を「暗号」と呼称していた。

## グループ企業
- 株式会社神奈川銀行[15][31]
- 浜銀TT証券株式会社
- 株式会社浜銀総合研究所
- 浜銀ファイナンス株式会社
- 横浜キャピタル株式会社 - 投資、コンサルティング業務。
- 横浜信用保証株式会社 - 住宅ローンやバンクカードに付加しているカードローン等<はまぎん>で扱っている融資商品の保証業務を請け負っている。
- 横浜キャリアサービス株式会社  - 有料職業紹介、銀行店舗等の管理業務[37]。
- 横浜事務サービス株式会社 -  <はまぎん>の事務センターに集中して来る書類（税金の納付書、小切手・約束手形）等の仕訳業務及びキャッシュサービスカードの発行業務等を行っている。
- 浜銀モーゲージサービス株式会社 - 不動産担保事務受託。
- 株式会社はまぎん事務センター - 各種銀行事務代行、店舗外キャッシュサービスコーナーの管理等を行なっている。
- 株式会社バンクカードサービス
- スカイオーシャン・アセットマネジメント株式会社 - 投資運用・投資信託委託業。
- Yokohama Preferred Capital Cayman Limited[38]

## 過去に在籍した著名人
- 池田憲人 - ゆうちょ銀行社長。

### 注
1. ↑  各自治体の指定金融機関となっている事から、神奈川県庁の本庁舎1階と横浜市役所本庁舎1階に支店（県庁支店、横浜市庁支店）が、川崎市役所、旧相模原市役所本庁舎に有人出張所（川崎支店 川崎市役所出張所、相模原駅前支店 相模原市役所出張所）が置かれている。（※相模原市役所本庁舎内の窓口は通常の現金を扱う預金・払戻は通常通り午後3時で終了。例外として相模原市の各種税・使用料の収納取扱業務は市役所が閉庁する午後5時まで扱っている）　他の市町村や神奈川県の出先機関（県税事務所や自動車税管理事務所 横浜・川崎・相模・湘南の各支所）内にも収納窓口を設置している。派出窓口の取扱時間は午前9時から午後4時までとなっている。ただし、県税事務所と自動車税管理事務所にはATM（現金自動入出金機）の設置は一切ない。神奈川県総合リハビリテーションセンター（神奈川リハビリ病院）と七沢病院脳血管医療センターのみATMを設置している（但し、稼働時間は平日の午前9時から午後5時までで、土・日・祝は休業）。2010年（平成22年）3月31日をもって、県立病院内での病院事業収入金（外来・入院）「神奈川県病院事業総括事務出納取扱」をやめているが、これは2010年（平成22年）4月1日から県立病院が地方独立行政法人に移行した際に病院事業総括事務出納取扱事務を三井住友銀行へ移管したためである。ただし、神奈川県総合リハビリテーションセンター（神奈川リハビリ病院と七沢病院）の病院事業収入金事務のみ、2010年（平成22年）4月1日現在も継続されている。
2. ↑  後日本勧業銀行に合併。その後、第一勧業銀行を経て現在のみずほ銀行へ。
3. ↑  これらの銀行は全て駿河銀行に統合、駿河銀も戦時中に静岡県東部や伊豆地方の統合主体となった。
4. ↑  後の協和銀行、あさひ銀行を経て現在のりそな銀行。
5. ↑  後のあさひ銀行を経て現在の埼玉りそな銀行。
6. ↑  一斉にキャッシュサービスカード（普通・貯蓄の各預金口座）、バンクカード（ゴールド・ヤングゴールドも含む）、総合口座通帳、普通預金専用通帳・普通預金・貯蓄・定期預金一体型の預金通帳のワンセット通帳は全て前年の10月10日にコーポレートアイデンティティ （CI） のブランド戦略に基づき全て変更。
7. ↑  拠点によりハンドセット付（受話器型）音声誘導装置付の現金自動入出金機がある。この頃より旧ブランド型の袖看板やキャッシュサービスコーナーの出入口のロゴ等を全て書換し始めた。
8. ↑  三井住友銀行（旧三井銀行→太陽神戸三井銀行→さくら銀行）に次ぐ準主力行の地位にある。
9. ↑  1971年8月には、浜銀、富士通、ローレルバンクマシンと開発にあたってきた今日のATMのプロトタイプであるキャッシュディスペンサー（CD）を完成させ、1973年7月以降漸次、営業店の他に店舗外CDの設置も開始している。
10. ↑  道銀及び北陸銀は2011年（平成23年）5月6日付で導入した。また2016年1月には、七十七銀行も同システムへの移行が完了した。
11. ↑  東日本銀行に関しては入金・東日本銀行での横浜銀行発行の通帳の利用および横浜銀行での東日本銀行発行の通帳利用もできる。
12. ↑  新宿駅、大和駅の様に利用者が多い拠点ではATMを最大3箇所（2箇所で3台）設置している場所もある。
13. ↑  京急の駅構内には以前、新生銀行の新生ステーションバンクを設置していたが、京急沿線在住者（勤務者）には<はまぎん>のキャッシュサービスカード（バンクカード）が利用できるネットワークサービスMICSに未接続で、預金者等からは大変不評だった為、神奈川県の地元銀行である<はまぎん>のキャッシュサービスコーナーを設置した経緯を経ている。
14. ↑  勝ち試合数が負け試合数を超えた場合、その超過分をこう呼ぶ。